# Tanacetum densum
Tanacetum densum — вид рослин з родини айстрових (Asteraceae), поширений у західні Азії.

## Середовище проживання
Поширений у Туреччині, Лівані, Сирії.